# HD 32515
HD 32515，又名CD-31 2163，SAO 195509、HR 1635，是一颗恒星，视星等为5.94，位于銀經234，銀緯-35.92，其B1900.0坐标为赤經4h 58m 35.7s，赤緯-31° -35.92′ 0″。